# Fernando Bacilio
Fernando Bacilio (Trujillo, 6 de julio de 1965) es un actor peruano.
Conocido por su participación en la película El mudo y es considerado el actor más premiado del cine peruano.

## Filmografía
- 2013, El mudo como Constantino
- 2013, Chicama como borracho
- 2015, Desaparecer como Magno Joaquín (lugarteniente)
- 2015, No estamos solos como Monje
- 2015, Entre sangre y oscuridad como Mayor Galvéz
- 2016, Maligno como Chamán
- 2016, Niñojuan como Yataco
- 2018, Casos complejos
- 2019, En medio del laberinto
- 2021, Un mundo para Julius
- 2021, Tiempos futuros
- 2022, La Pampa

## Premios
- 2013: Premio como Mejor Actor Protagónico por El mudo en el Locarno International Film Festival.
- 2014: Premio como Mejor Actor Protagónico por El mudo en el Buenos Aires International Festival of Independent Cinema.
- 2014: Premio como Mejor Actor Protagónico por El mudo en el Cartagena Film Festival.
- 2014: Premio como Mejor Actor Protagónico por El mudo en el Unasur Cine International Film Festival, Argentina.
- 2014: Premio como Mejor Actor Protagónico por El mudo en el Bielorrusia Cine International Film Festival.